# Церква святого Духа (Тулин)
Церква святого Духа в Тулині — парафія і храм греко-католицької громади Борщівського деканату Бучацької єпархії Української греко-католицької церкви в селі Тулин Чортківського району Тернопільської области.

## Історія церкви
Парафія села Тулин була утворена у 1992 році. Того ж року заклали наріжний камінь для нової церкви, а у 1997 році будівництво було завершено. Головним архітектором був Василь Бабій зі своїм сином.
Храм освятив єпископ Бучацької єпархії Іриней Білик. З 1992 року парафія і церква належать до УГКЦ.
У 2011 році відбулася візитація парафії та освячення бічних престолів, яке здійснив владика Бучацької єпархії Димитрій Григорак.
При парафії діє братство «Апостольство молитви».
На території парафії, на місці зруйнованого чоловічого монастиря, встановлено пам'ятний хрест. Біля церкви стоїть дерев'яна капличка, перевезена у 1991 році з села Ласківці. У 2011 році на церковному подвір'ї також збудували капличку Матері Божої.

## Парохи
- о. Ярослав Гавришев (1997—2002),
- о. Ярослав Яловіца (2002—2004),
- о. Іван Сабала (з 2002).